# Ferrantiho jev

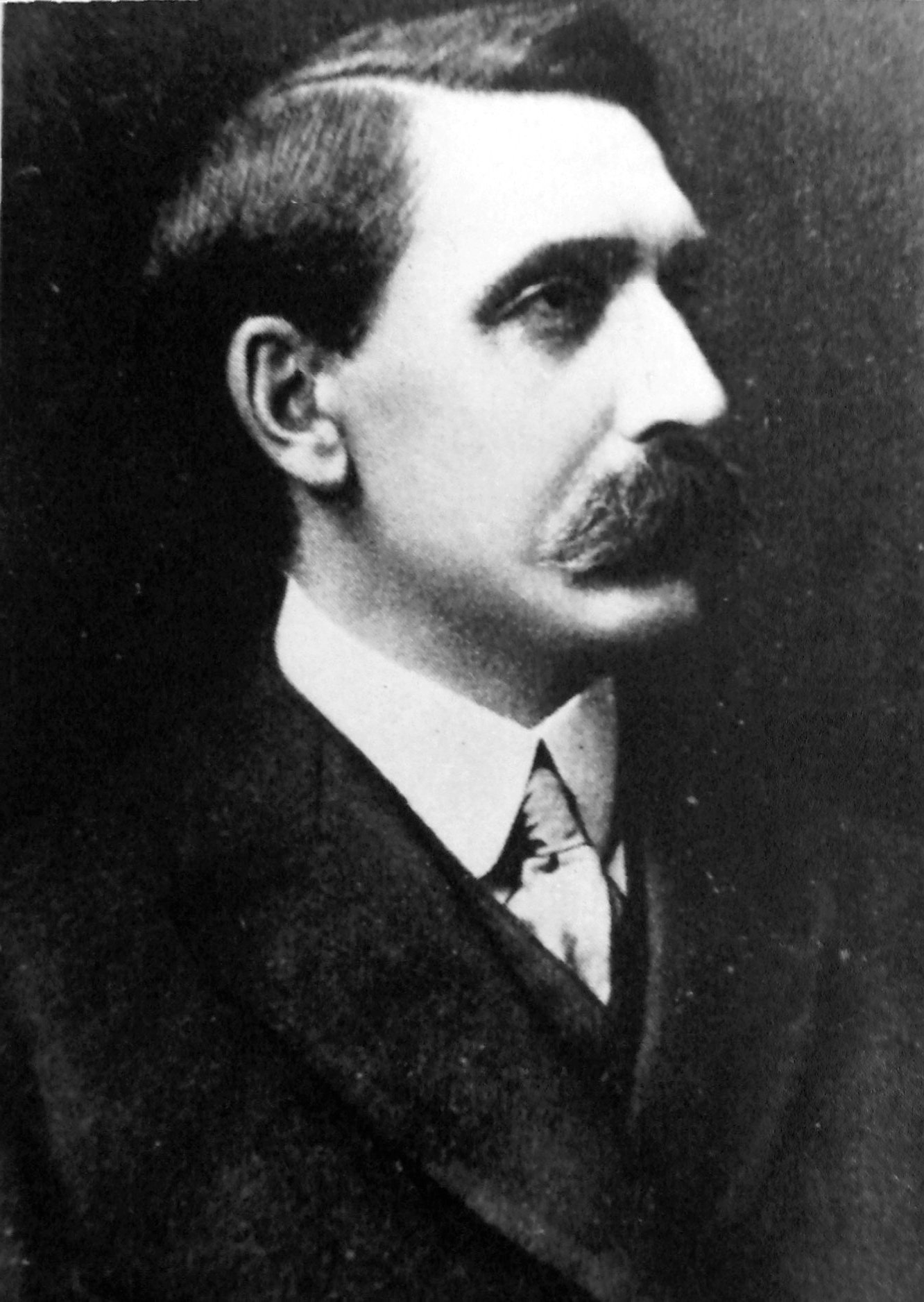
Sebastian Ziani de Ferranti

Ferrantiho jev je stav, kdy napětí na konci dlouhého vedení střídavého proudu je větší než na jeho počátku. Tento jev lze pozorovat zejména na vedeních VVN a ZVN při chodu naprázdno nebo při jejich zatížení výkonem menším než je přirozený výkon vedení.
Účinek Ferrantiho jevu je mnohem výraznější v podzemních kabelech, a to i při krátkých délkách, vzhledem k jejich vysoké kapacitě.
Jev poprvé pozoroval Sebastian Ziani de Ferranti při instalaci podzemních kabelů distribuční sítě o napětí 10 000 V v roce 1887.